# جون إلير
جون إلير (بالإنجليزية: John Eller)‏ هو منافس ألعاب قوى أمريكي، ولد في 15 أكتوبر 1883 في نيوجيرسي في الولايات المتحدة، وتوفي في 20 يناير 1967 في كوتشوغوي في الولايات المتحدة.

## وصلات خارجية
- جون إلير على موقع أوليمبيديا (الإنجليزية)